# Opuntia aequatorialis
Opuntia aequatorialis là một loài thực vật có hoa trong họ Cactaceae. Loài này được Britton & Rose mô tả khoa học đầu tiên năm 1919.